# Aeroflot-Flug 9981
Auf dem Aeroflot-Flug 9981 (Flugnummer: SU9981) ereignete sich am 8. Oktober 1996 der Flugunfall eines Frachtflugzeugs vom Typ Antonow An-124-100. Die Maschine der Aeroflot, die an diesem Tag zu einem Charterfrachtflug vom Militärflugplatz Tschkalowski zum Flughafen Turin geflogen war, stürzte kurz nach einem Fehlanflug am Zielflughafen, bei San Francesco al Campo ab, wobei zwei Insassen der Maschine und zwei Personen am Boden getötet wurden.

## Flugzeug
Bei der Maschine handelte es sich um ein großes Transportflugzeug vom Typ Antonow An-124-100, das in der Post-Sowjet-Ära im Jahr 1993 von dem nunmehr ukrainischen Luftfahrtunternehmen Antonow gebaut wurde. Die Maschine trug die Werknummer 9773053359122 und die Modellseriennummer 07-02. Sie wurde an die Aeroflot ausgeliefert, die sie mit dem Luftfahrzeugkennzeichen RA-82069 zuließ. Die Maschine war mit vier Triebwerken des Typs Lotarjow D-18T ausgestattet. Zum Zeitpunkt des Unfalls war die Antonow an die Fluggesellschaft Ajax verleast.

## Insassen, Flugroute und Flugzweck
Die Maschine flog gegen 10:25 Uhr Ortszeit vom Militärflugplatz Tschkalowski in Russland ab. Es sollte ein Leerflug nach Turin in Italien durchgeführt werden, wo Autos der Marke Ferrari aufgeladen werden sollten. Anschließend sollte die Maschine nach Abu Dhabi weiterfliegen. Die Fahrzeuge waren für den Sultan von Brunei vorgesehen, der dafür bekannt ist, ein exzentrischer Sammler von europäischen Sport- und Luxuswagen zu sein, die oftmals als Einzelstücke für ihn angefertigt werden. Es befanden sich eine vierköpfige Besatzung sowie 19 Personen für das Handling der zu transportierenden Fahrzeuge an Bord. Der Kapitän verfügte über 431 Stunden Flugerfahrung mit dem geflogenen Flugzeugtyp.

## Unfallhergang
Im Anflug auf Turin erhielten die Piloten eine Freigabe zur Landung auf der Landebahn 36. Beim ersten Landeversuch wurde ein Fehlanflug durchgeführt, dabei überflogen die Piloten die Landebahn in einer Höhe von nur 15 Metern. In dem nördlich hinter der Landebahn liegenden kleinen Ort San Francesco al Campo streifte die Maschine in einer Höhe von 329 Metern über dem Meeresspiegel Bäume und Häuser und stürzte schließlich in ein Haus, das auf einer Höhe von etwa 330 Metern über dem Meeresspiegel gelegen war. Die Höhe der Landebahn von Turin beträgt 304 Meter über dem Meeresspiegel. Bei dem Unfall wurden zwei Insassen der Antonow sowie zwei Bewohner des Hauses getötet.

## Ursache
Die Untersuchung ergab, dass der Mindestabstand von der Landebahnoberfläche, den die 24 Räder des Hauptfahrwerks während des Überflugs erreichten, weniger als einen Meter betrug. Gemäß den Ermittlern hatten eine schlechte Koordination und Ausbildung der Besatzung (der Kapitän hatte nur 431 Stunden Flugerfahrung auf dem geflogenen Flugzeugtyp), eine schlechte Anflugplanung und eine verspätete Entscheidung zum Fehlanflug zu einem Zeitpunkt, als die schwere Maschine fast aufgesetzt hatte, zum Absturz beigetragen.
Die Landebahn 36 wurde zu diesem Zeitpunkt in der Nähe der Landebahnschwelle erneuert. Vom Instrumentenlandesystem war nur der Landekurssender in Betrieb, da die Gleitpfadanzeige während der Arbeiten ausgeschaltet war. Die nutzbare Länge der Landebahn wurde aufgrund der laufenden Arbeiten von 3300 auf 2350 Meter reduziert. All diese Informationen wurden in ein reguläres NOTAM aufgenommen und die Besatzung wurde beim ersten Kontakt mit der Flugsicherung von Turin entsprechend informiert.